# Blue Steel
Blue Steel var en brittisk kärnvapenrobot konstruerad under 1950-talet. Den var avsedd att ge Storbritanniens V-bombare förmågan att slå mot välförsvarade mål från relativt säkert avstånd.

## Bakgrund

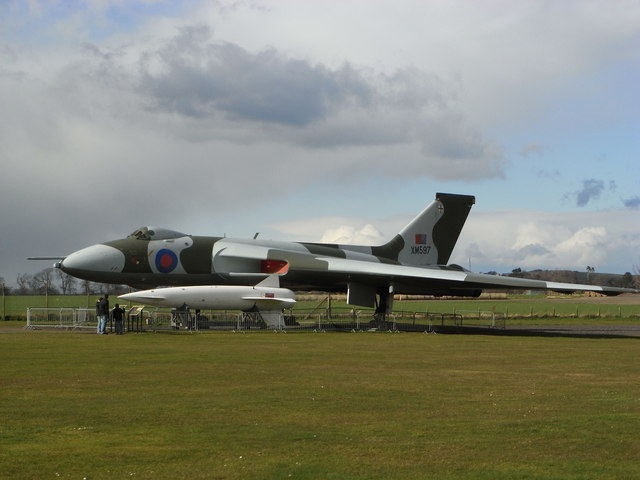
En Avro Vulcan med en Blue Steel-robot vid Museum of Flight i East Fortune.

I en promemoria 5 november 1954 från Försörjningsministeriet (Ministry of Supply) förutspåddes att det sovjetiska luftförsvaret inom fem år skulle vara så utbyggt att V-bombarna inte längre skulle kunna anfalla mål inne i Sovjetunionen utan betydande risk för att bli nedskjutna. Man föreslog därför att V-bombarna skulle beväpnas med en robot kapabel att bära en större kärnladdning minst 80 km i överljudsfart. V-bombarna skulle därmed kunna avfyra roboten från relativt säkert avstånd medan robotens höga hastighet och ringa storlek gjorde den betydligt svårare att bekämpa än ett bombflygplan.

## Utveckling
Avro och Handley Page presenterade var sin konstruktion för att möta behovet. Handley Pages robot var mer kapabel med en räckvidd på 900 km, men eftersom dåtidens tröghetsnavigering inte var tillförlitlig på större avstånd än ungefär 200 km valdes Avros alternativ. Utvecklingsarbetet drog ut på tiden på grund av flera problem. De enda brittiska kärnladdningar som fanns att tillgå var Orange Herald som mer hade karaktären av ett forskningsprojekt än ett användbart vapen, och Green Bamboo. Green Bamboo var ett otympligt vapen med en diameter på 45 tum (1 143 mm) vilket gjorde att roboten behövde ha minst lika stor diameter för att få plats med kärnladdningen. Det var först när roboten var färdig som det märktes att det inte behöves. Green Bamboo lades nämligen ned och i stället användes den mindre och lättare kärnladdningen Red Snow som var en licenstillverkad kopia av den amerikanska W28.
År 1960 genomfördes de första provskjutningarna vid Woomera i Australien. Blue Steel togs i tjänst i februari 1963 men hade redan då börjat bli omodern. Det tog lång tid att tanka en Blue Steel-robot, motorn var otillförlitlig och räckvidden var för kort. En förbättrad version med ramjet-motor projekterades, men lades ner till förmån för inköp av amerikanska Skybolt-robotar. Skybolt-projektet lades dock ner, vilket allvarligt försvagade Storbritanniens kärnvapenförmåga. För att i alla fall temporärt förse V-bombarna med ett modernt kärnvapen utvecklades WE.177B i väntan på att de brittiska Polaris-robotarna skulle tas i tjänst.

## Konstruktion
Blue Steel var delvis baserat på det brittiska experimentflygplanet Saunders-Roe SR.53, men hade till skillnad från den enbart raketdrift. Raketmotorn var en Armstrong Siddeley Stentor som egentligen är två motorer i en. Dels en liten motor med dragkraft på 26,7 kN som kan driva upp roboten i mach 1,5. Dels en större motor med dragkraft på 106,8 kN som används för att accelerera roboten till mach 2,3 när den närmar sig målet. Bränslet var fotogen med väteperoxid som oxidationsmedel. När RAF övergick från höghöjdsanfall till inträngning på låg höjd fick motorn byggas om så att båda motorerna i stället användes i starten för att få upp tillräcklig fart och höjd och därefter den mindre motorn hela vägen fram till målet.
Systemet för tröghetsnavigering var mycket avancerat för sin tid. Faktiskt mer avancerat än navigationssystemet på de bombflygplan som bar roboten. På grund av detta infördes möjligheten för bombflygplanet att använda robotens system för navigering på ungefär samma sätt som på AGM-28 Hound Dog.

## Liknande vapen
- AGM-28 Hound Dog
- Raduga Ch-22